# Torneo UEMOA 2013
El Torneo UEMOA 2013 es la sexta edición de este torneo de fútbol a nivel de selecciones nacionales de África Occidental organizado por la WAFU y que contó con la participación de 8 países de la región.
Burkina Faso venció en la final a Benín en Abiyán para ser campeón del torneo por primera vez.

## Fase de grupos

### Grupo A
| País            | J | G | E | P | GF | GC | GD | Pts |
| --------------- | - | - | - | - | -- | -- | -- | --- |
| Burkina Faso    | 3 | 1 | 2 | 0 | 6  | 2  | +4 | 5   |
| Malí            | 3 | 1 | 2 | 0 | 2  | 1  | +1 | 5   |
| Costa de Marfil | 3 | 1 | 1 | 1 | 4  | 4  | 0  | 4   |
| Togo            | 3 | 0 | 1 | 2 | 2  | 7  | −5 | 1   |

| Equipo 1        | Resultado | Equipo 2        |
| --------------- | --------- | --------------- |
| Costa de Marfil | 2-1       | Togo            |
| Burkina Faso    | 0-0       | Malí            |
| Togo            | 0-4       | Burkina Faso    |
| Costa de Marfil | 0-1       | Malí            |
| Burkina Faso    | 2-2       | Costa de Marfil |
| Malí            | 1-1       | Togo            |

### Grupo B
| País         | J | G | E | P | GF | GC | GD | Pts |
| ------------ | - | - | - | - | -- | -- | -- | --- |
| Benín        | 3 | 2 | 1 | 0 | 9  | 1  | +8 | 7   |
| Senegal      | 3 | 1 | 2 | 0 | 5  | 2  | +3 | 5   |
| Níger        | 3 | 1 | 0 | 2 | 1  | 6  | −5 | 3   |
| Guinea-Bisáu | 3 | 0 | 1 | 2 | 1  | 7  | −6 | 1   |

| Equipo 1      | Resultado | Equipo 2      |
| ------------- | --------- | ------------- |
| Senegal       | 1-1       | Benín         |
| Níger         | 1-0       | Guinea-Bissau |
| Guinea-Bissau | 0-5       | Benín         |
| Senegal       | 3-0       | Níger         |
| Guinea-Bissau | 1-1       | Senegal       |
| Benín         | 3-0       | Níger         |

## Final
| Equipo 1     | Resultado   | Equipo 2 |
| ------------ | ----------- | -------- |
| Burkina Faso | 0-0 (9-8 p) | Benín    |

## Campeón
| Torneo UEMOA 2013        |
| ------------------------ |
| Bandera de Burkina Faso  |
| Burkina Faso 1.er título |